# Đền Nhà Bà
Đền Nhà Bà hay Đền Vại là một ngôi đền cổ tọa lạc tại xã Ân Phú, huyện Vũ Quang, tỉnh Hà Tĩnh; ngôi đền này ban đầu được dùng để thờ bà Lê Thị Ngọc Điệp và chồng là Lê Ngọc Xán, về sau được mở rộng ra thờ nhiều vị thần, công thần, danh nhân và tổ tiên của các dòng họ trong vùng. Ngôi đền này đã được tỉnh Hà Tĩnh công nhận là Di tích lịch sử văn hóa cấp tỉnh.

## Thờ tự
Hiện nay đền là nơi thờ tự bà Lê Thị Ngọc Điệp và các vị:
- Kê Quan Sơn đại vương
- Huy Ánh Thùy Khánh đại vương
- Kim Quy Sơn Tiền Trần trạng nguyên
- Song Đồng ngọc nữ
- Công chúa Sơn Tinh
- Thổ Sơn Hùng Trấn
- Sơn thần Cao Sơn
- Thiên Trụ Đế Tích
- Trạng nguyên Kim Tử Vinh Lộc
- Giám sinh Quốc tử giám Lê Tiên Sinh
- Bộ trưởng Cù Huy Cận.

Ngoài ra, đền còn thờ các Danh nhân và Thần tổ các dòng họ.